# Villarramiel (kommun)
Villarramiel är en kommun i Spanien.   Den ligger i provinsen Provincia de Palencia och regionen Kastilien och Leon, i den norra delen av landet, 210 km nordväst om huvudstaden Madrid. Antalet invånare är 901.